# Metabolische Markierung
Eine metabolische Markierung ist in der Biochemie eine Form der Molekülmarkierung, bei der ein Einbau der Molekülmarkierung im Stoffwechsel (metabolisch) erfolgt. Die metabolische Markierung erfolgt meistens durch Fütterung von Zellkulturen oder Versuchstieren mit dem markierten Molekül oder seinem Vorläufer. Sofern das Futtermittel das unmarkierte Molekül nicht enthält, besitzen nach der metabolischen Markierung nicht alle Moleküle dieses Typs eine Markierung. Daher liegen im selben Organismus oder in derselben Probe beide Varianten vor. Die Effizienz einer metabolischen Markierung von Proteinen hängt von der Zellviabilität und der damit verbundenen Proteinbiosynthese ab.
Die metabolische Markierung kann als Isotopenmarkierung (z. B. 15N, 18O oder 35S) oder als bioorthogonale Markierung erfolgen. Die Pulsmarkierung ist eine Variante der metabolischen Markierung.